# Mistrzostwa Polski w Łyżwiarstwie Szybkim na Dystansach 1996
10. Mistrzostwa Polski w Łyżwiarstwie Szybkim na Dystansach 1996 odbyły się w dniach 20-22 grudnia 1995 roku na torze Pilica w Tomaszowie Mazowieckim.
Na dystansie 500 metrów rozgrywane są dwa biegi i suma czasów z obu biegów decyduje o kolejności zawodników.

## Kobiety
| Konkurencja: | 1. miejsce                            | Rezultat | 2. miejsce                                   | Rezultat | 3. miejsce                                   | Rezultat |
| 500 m        | Ewa Borkowska-Wasilewska Orzeł Elbląg | 89,73    | Agnieszka Magiera Pilica Tomaszów Mazowiecki | 91,21    | Aneta Rękas Orzeł Elbląg                     | 91,35    |
| 1000 m       | Ewa Borkowska-Wasilewska Orzeł Elbląg | 1:29,41  | Maja Ufel-Buczyńśka Orzeł Elbląg             | 1:32,14  | Agnieszka Magiera Pilica Tomaszów Mazowiecki | 1:32,87  |
| 1500 m       | Ewa Borkowska-Wasilewska Orzeł Elbląg | 2:20,80  | Maja Ufel-Buczyńśka Orzeł Elbląg             | 2:25,63  | Aneta Ronek Pilica Tomaszów Mazowiecki       | 2:27,28  |
| 3000 m       | Ewa Borkowska-Wasilewska Orzeł Elbląg | 4:.55,50 | Maja Ufel-Buczyńśka Orzeł Elbląg             | 5:02,96  | Agnieszka Magiera Pilica Tomaszów Mazowiecki | 5:03,38  |
| 5000 m       | Ewa Borkowska-Wasilewska Orzeł Elbląg | 8:43,45  | Agnieszka Magiera Pilica Tomaszów Mazowiecki | 8:47,64  | Anna Pietrzniak Orzeł Elbląg                 | 8:48,47  |

## Mężczyźni
| Konkurencja: | 1. miejsce                               | Rezultat | 2. miejsce                          | Rezultat | 3. miejsce                               | Rezultat |
| 500 m'       | Tomasz Świst Podhale Nowy Targ           | 77,80    | Robert Rasztawicki MKS-MOS Pruszków | 80,69    | Witold Mazur Zryw Sanok                  | 81,58    |
| 1000 m       | Paweł Zygmunt SNPTT Zakopane             | 1:18,93  | Tomasz Świst Podhale Nowy Targ      | 1:19,26  | Paweł Jaroszek Pionki                    | 1:19,53  |
| 1500 m       | Paweł Zygmunt SNPTT Zakopane             | 2:01,90  | Artur Szafrański Orzeł Elbląg       | 2:04,58  | Jaromir Radke Pilica Tomaszów Mazowiecki | 2:04,73  |
| 5000 m       | Jaromir Radke Pilica Tomaszów Mazowiecki | 7:35,77  | Paweł Zygmunt SNPTT Zakopane        | 7:42,58  | Jacek Napora MKS Cuprum Lubin            | 7:45,09  |
| 10 000 m     | Jaromir Radke Pilica Tomaszów Mazowiecki | 15:34,33 | Paweł Zygmunt SNPTT Zakopane        | 15:49,60 | Jacek Napora MKS Cuprum Lubin            | 16:09,52 |